# Shake It Out
"Shake It Out" é uma canção  da banda inglesa Florence and the Machine, lançada como o primeiro single do segundo álbum de estúdio, Ceremonials (2011). Foi escrita por Florence Welch e Paul Epworth, enquanto a produção foi feita por Epworth. A canção foi lançada digitalmente na Austrália em 14 de setembro de 2011, e estava disponível nos Estados Unidos em 19 de outubro. Teve sua estreia no rádio no XFM em 14 de setembro de 2011 no Reino Unido. Welch revelou que a música foi escrita dentro de uma hora e de acordo com ela, falou sobre agitar os arrependimentos e as coisas que estavam assombrando ela. 
"Shake It Out" é uma canção de pop barroco e artrock com elementos gospel que contém órgãos, sinos e tamborins como sua principal instrumentação. A canção recebeu o elogio dos críticos de música que elogiaram o vocal de Welch. Um vídeo da música acompanhando para a canção, promovido em 19 outubro 2011 e foi dirigido por Dawn Shadforth. Mostrou Welch em uma festa tentando se libertar, evocando referências a Eyes Wide Shut. Recebeu o elogio de críticos que elogiaram suas imagens e compararam com vídeos de Annie Lennox e Madonna. 
"Shake It Out" foi nomeado para o Grammy Award de Melhor Performance Pop Por Um Duo / Grupo no 55 º Grammy Awards. 

## Desempenho gráfico
| Chart (2011-12)                                     | Peak position |
| --------------------------------------------------- | ------------- |
| Austrália - (ARIA)                                  | 36            |
| Áustria (Ö3 Austria Top 75)                         | 47            |
| Bélgica (Ultratip Bubbling Under de Flandres)       | 2             |
| Bélgica (Ultratip Bubbling Under da Valônia)        | 15            |
| Canadá (Canadian Hot 100)                           | 52            |
| Canadá -Canada Alternative Rock                     | 10            |
| Irlanda (IRMA)                                      | 2             |
| Japão (Japan Hot 100)                               | 22            |
| Nova Zelândia (Recorded Music NZ)                   | 16            |
| Noruega (VG-lista)                                  | 18            |
| Escócia (Scottish Singles Chart)                    | 10            |
| Suécia (Sverigetopplistan)                          | 50            |
| Suíça (Schweizer Hitparade)                         | 62            |
| Reino Unido (UK Singles Chart)                      | 12            |
| Estados Unidos (Billboard Hot 100)                  | 73            |
| Estados Unidos (Billboard Alternative Airplay)      | 12            |
| Estados Unidos - (Billboard) (Rock Songs)           | 9             |
| Estados Unidos - (Billboard) (Hot Dance Club Songs) | 4             |
| Estados Unidos - (Billboard) (Adult Pop Songs)      | 25            |